# Kenton (Suffolk)
Kenton – wieś w Anglii, w hrabstwie Suffolk, w dystrykcie Mid Suffolk. Leży 22 km na północ od miasta Ipswich i 124 km na północny wschód od Londynu. Miejscowość liczy 170 mieszkańców.